# Il mio paese e il mio popolo
Il mio paese e il mio popolo (吾國吾民) è un saggio dello scrittore cinese Lin Yutang.
Il libro descrive la Cina degli anni venti e degli anni trenta.
Fu tradotto in italiano da Piero Jahier nel 1945, per i tipi della Bompiani: fa parte della collana "Libri scelti per servire al panorama del nostro tempo".

## Edizioni in italiano
- Yutang Lin, Il mio paese e il mio popolo, traduzione di Piero Jahier, Bompiani, Milano c1940
- Yutang Lin, Il mio paese e il mio popolo, Traduzione dall'inglese di Piero Jahier; presentazione di Pearl S. Buck, V. Bompiani, Milano 1941 (Verona, Tip. Chiamenti)